# Sen no Rikyū

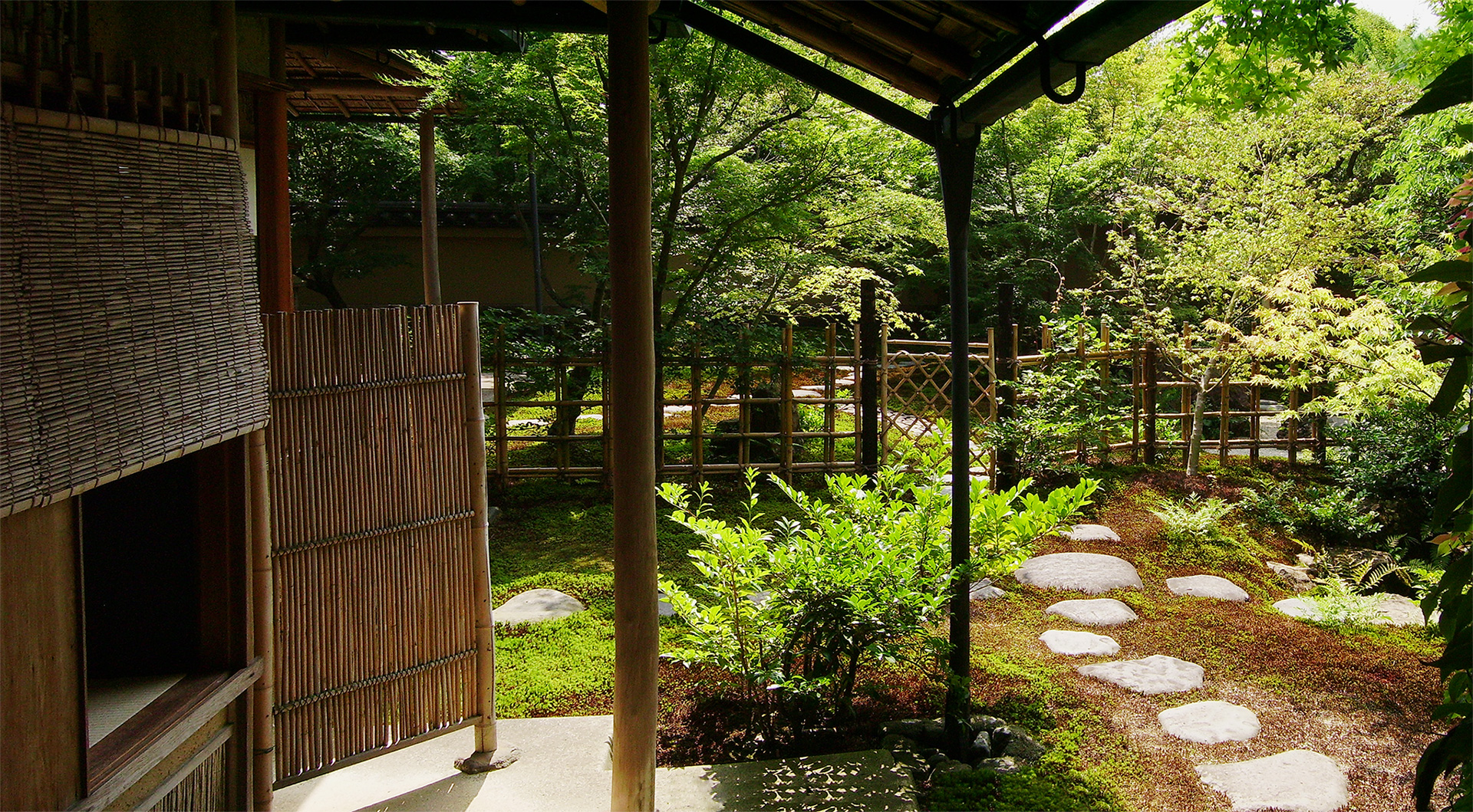
Pawilon herbaciany i ogród, po lewej otwór wejściowy (nijiri-guchi) do chashitsu, Adachi Museum of Art

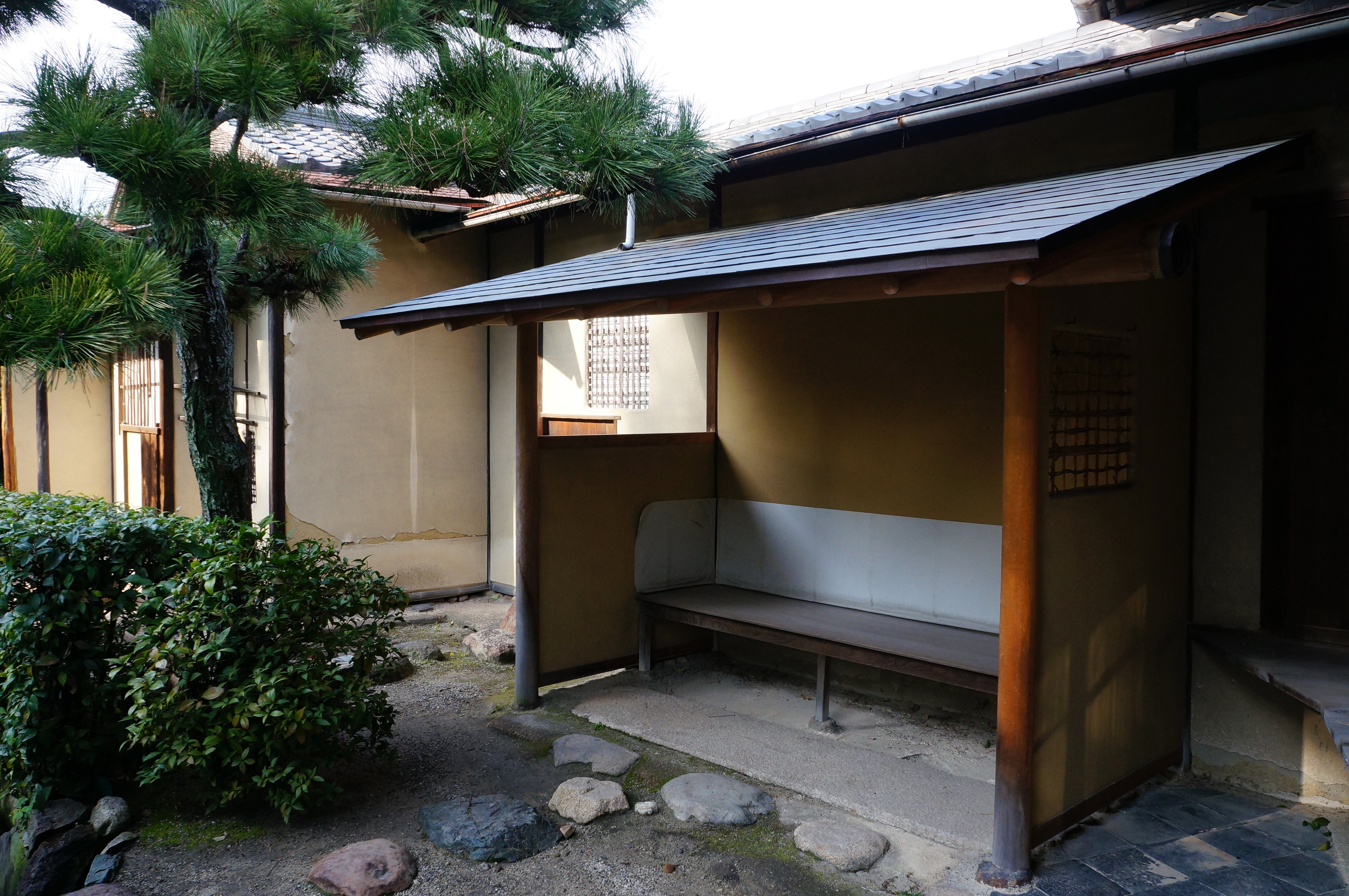
Pawilon herbaciany w Nanshū-ji w Sakai

Sen no Rikyū (jap. 千 利休 Sen Rikyū, Sen-no Rikyū, Sen-no-Rikyū, lub krótko Rikyū; ur. w 1522 r. w Sakai, zm. 21 kwietnia 1591 r. w Kioto) – współtwórca i mistrz (chajin) ceremonialnego przyrządzania i picia zielonej herbaty matcha. Dzięki niemu ceremonia ta jest do dzisiaj jednym z najważniejszych elementów reprezentujących kulturę Japonii. 

## Początki
Rikyū urodził się w portowym, bogatym mieście Sakai położonym w ówczesnej prowincji Izumi (obecnie w prefekturze Osaka). Posiadało ono szeroką autonomię i było zarządzane przez kupców. Jednym z nich był jego ojciec, który posiadał także hurtownię ryb. Nazywał się Yohyoue Tanaka, ale w późniejszych latach życia używał nazwiska Sen, które pochodziło od imienia jego ojca, Sen'ami. Matka Rikyū nazywała się Gesshin Myōchin. Jako dziecko miał on na imię Yoshirō. 
Jako młody człowiek Rikyū rozpoczął naukę ceremonialnego parzenia i picia herbaty (chanoyu lub cha-no-yu) u mieszkańca Sakai o imieniu Kitamuki Dōchin (1504–1562), a w wieku 19 lat z rekomendacji Dōchina, kontynuował ją u Jōō Takeno, który był związany z ruchem rozwoju estetyki wabi w ceremonii herbacianej. Znaczny wpływ na niego miała idea zen chazen-ichimi (herbata i zen to jedność). Uważa się, że Rikyū otrzymał wówczas imię buddyjskie Sōeki od  mnicha sekty rinzai zen o nazwisku Dairin Sōtō (1480–1568) w świątyni Nanshū-ji w Sakai. Szkolenie zen przeszedł Rikyū w świątyni Daitoku-ji w Kioto. 
Gdy miał około 21 lat, ożenił się z kobietą o nazwisku Hōshin Myōju (?-1577).

## Wabiisabi
Wabi jest kategorią estetyczno-moralną, także w ceremonii parzenia i picia herbaty. Została ona sformułowana przez Jukō Muratę i właśnie Rikyū. Polega ona na zadowoleniu z prostoty życia, wyrażającego się w ceremonii herbaty zwanej wabicha („herbata niedostatku”), przeprowadzanej w skromnym pawilonie i posługującej się skromnymi czarkami i innymi utensyliami. Mottem tej formy ceremonii stało się wyrażenie: wa-kei-sei-jaku (和敬清寂 lub 和敬静寂 'harmonia, szacunek, czystość i spokój').
Słowo wabi wywodzi się od czasownika wabu (pokutować) i przymiotnika wabishii (samotny, lichy, niewygodny, smutny) i odnosiło się w przeszłości do człowieka, który popadł w niekorzystną sytuację, a także do trudnych, skromnych, surowych warunków życia w samotności. Wyszło bowiem ze średniowiecznej tradycji eremitów. 
Sabi odnosiło się pierwotnie do zastarzałego, opuszczonego, odludnego otoczenia. Nowego znaczenia nabrało w średniowieczu poprzez interpretację, iż takie otoczenie i warunki mogą prowadzić do osiągnięcia wewnętrznego spokoju. Sabi stało się terminem artystycznym, oznaczającym piękno pokryte patyną czasu. W średniowiecznej poezji japońskiej waka i renga (poemat wiązany) sugerowało starość, samotność, rezygnację i spokój. W ceremonii herbacianej oznaczało gustowanie w samotności i odosobnieniu.  Sabi było podstawową zasadą estetyczną stylu i formy haikai, przyjętą przez Bashō Matsuo i jego szkołę. Współcześnie jest tłumaczone jako elegancka, spokojna prostota.
Oba te słowa zlały się w łączne pojęcie wabi-sabi zapisywane po japońsku: 侘・寂 lub 侘び寂び. Oznacza ono piękno odnajdywane w spokojnej prostocie i ascetycznym wyrafinowaniu. 
Ascetyczni intelektualiści okresów: Kamakura (1185-1333) i Muromachi-Ashikaga (1333-1568) zamienili te pojęcia w pozytywną koncepcję wyzwolenia od materialnych i emocjonalnych obaw. „Powierzchowne”, zewnętrzne problemy powinny być interpretowane pozytywnie jako stanowiące wewnętrzne piękno.
W okresie Azuchi-Momoyama mistrzowie herbaty, jak Sen Rikyū, przekształcili tę koncepcję w ideę służącą i ściśle związaną z ceremonią herbacianą. Uznali, że prawdziwe, wyrafinowane piękno istnieje w prostocie. Bogaci kupcy, wiodąc dostatnie życie w swoich ekstrawaganckich domostwach wypełnionych pozłacanymi wzorami, w autonomicznym mieście Sakai, wspierali rozwój zaawansowanych form kultury. Przekonali się jednak do niezwykle prostej ceremonii organizowanej w maleńkich pomieszczeniach pozbawionych wszelkich ozdób i zbędnych sprzętów. Zaakceptowali ideę mistrza Rikyū, zmieniającą ceremonię picia herbaty w prostą, ascetyczną formę nazwaną wabi-cha. Znaleźli w niej atmosferę najwyższego, ostatecznego luksusu i najbardziej kreatywną formę sztuki.

## Zasady
Zasady wprowadzone przez Sen no Rikyū, charakteryzujące ceremonię (harmonia, szacunek, czystość, spokój), są stosowane we współczesnej, japońskiej ceremonii herbacianej i przejawiają się m.in. poprzez aranżację pomieszczenia do ceremonii, które nazywa się chashitsu. Powinno być niewielkie, dla czterech, pięciu osób i mieć dwa wejścia: jedno dla gospodarza i drugie bardzo niskie, miniaturowe (nijiri-guchi) dla gości, wymagające pokornego schylenia się, ukorzenia się w ramach przygotowań do ceremonii parzenia herbaty. Obok chashitsu powinno być małe, oddzielne pomieszczenie służące do mycia naczyń.

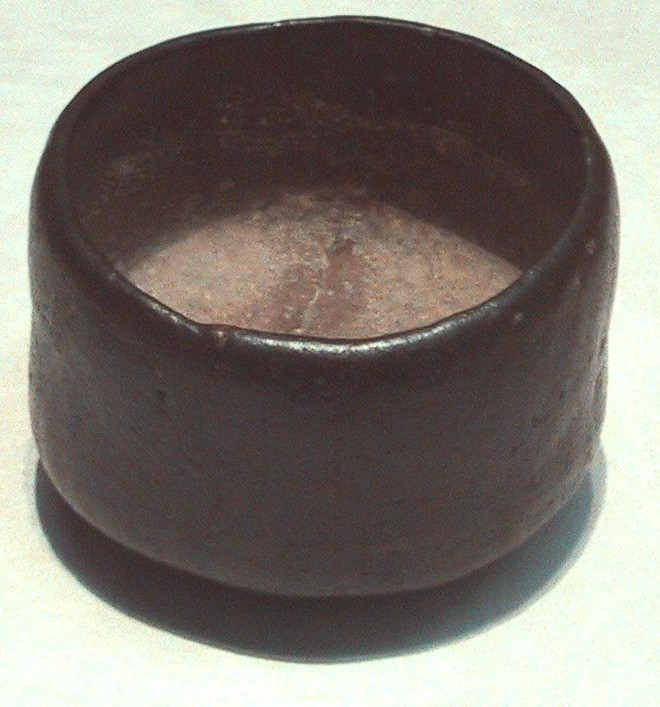
Miseczka w stylu raku

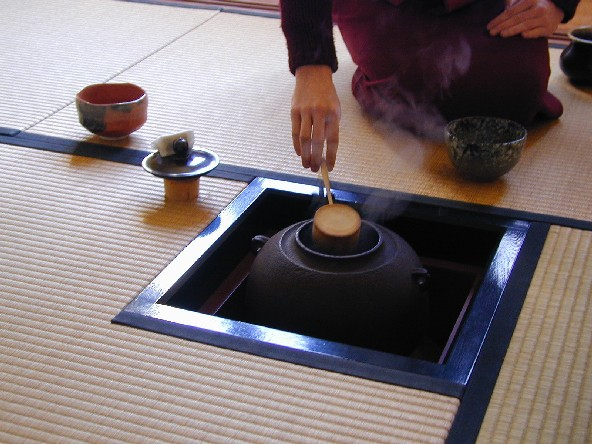
Palenisko (ro) i czajnik (kama) w ceremonii parzenia herbaty

Mistrz Rikyū spopularyzował stosowanie mniejszych, kamiennych latarni jako ozdobników ogrodowych i zaprojektował nowe naczynia do serwowania herbaty. Odrzucił bogate wzornictwo chińskie, które było wcześniej stosowane i narzucił prostotę z pewnymi nieregularnościami, które dawały im naturalną jakość.
Filozofia wabi i kreatywność znalazły wyraz m.in. w stworzeniu dla ceremonii bardzo małego, rustykalnego pomieszczenia o wielkości dwóch tatami o nazwie Taian, wykorzystaniu miseczek wykonanych w stylu o nazwie raku, tworzeniu naczyń na kwiaty, łyżeczek i pokrywek z bambusa oraz użycia przedmiotów codziennego użytku.
W późniejszych latach Rikyū doprowadził ceremonię chanoyu do perfekcji, przekształcając ją w przeżycie skłaniające do głębokiego zastanowienia się nad podejściem do życia.

## Na służbie
Sen Rikyū nie szukał odosobnienia w spokoju swojego pawilonu. W zen spokój medytacji i aktywne życie nie są sobie przeciwstawne. Poprzez swoje związki z dwoma władcami: Nobunagą Oda i Hideyoshim Toyotomi, mistrz często był w centrum walki politycznej burzliwego okresu historii Japonii. Okazało się to jednak dla niego zgubne.
Początkowo był mistrzem herbaty u Nobunagi, który organizował ceremonię chanoyu w celach politycznych. Po jego śmierci w 1582 r., Hideyoshi nominował Rikyū swoim osobistym mistrzem ceremonii m.in. w celu uzyskania wpływów w Sakai. 
Stosunki pomiędzy Rikyū i Hideyoshim były trudne ze względu na to, że każdy z nich był silną indywidualnością. Rikyū był nie tylko mistrzem herbacianej ceremonii u wodza, ale także często doradzał mu w różnych sprawach i konsekwentnie utrzymywał swoją niezależność. Prowadziło to jednak do ostrych konfliktów wynikających prawdopodobnie w znacznej mierze także z niechęci Hideyoshiego do zbyt skromnego wystroju ceremonii chanoyu. Kiedy jednak Rikyū odmówił Hideyoshiemu oddania mu swojej córki jako konkubiny, relacje uległy stałemu oziębianiu, aż do wydania przez władcę rozkazu do popełnienia rytualnego samobójstwa (seppuku) przez mistrza. Szczegóły nie są znane, ale według tradycyjnego przekazu, bezpośrednią przyczyną był gniew Hideyoshiego, gdy pewnego dnia wchodząc przez bramę świątyni Daitoku-ji, którą ufundował, zobaczył umieszczoną na niej statuę Rikyū, wykonaną przez samego mistrza herbaty. Według przekazów, Hideyoshi żałował swojej decyzji i utraty tak wielkiej osobowości.

## Rody Senke
Tradycję wywodzącą się z nauczania mistrza Rikyū kontynuują do dziś jego potomkowie należący do trzech rodów/szkół: Ura-Senke, Omote-Senke, Mushanokōji-Senke. Dzięki ich działalności i nauczaniu, ceremoniał wypracowany przez mistrza został przechowany do czasów obecnych.

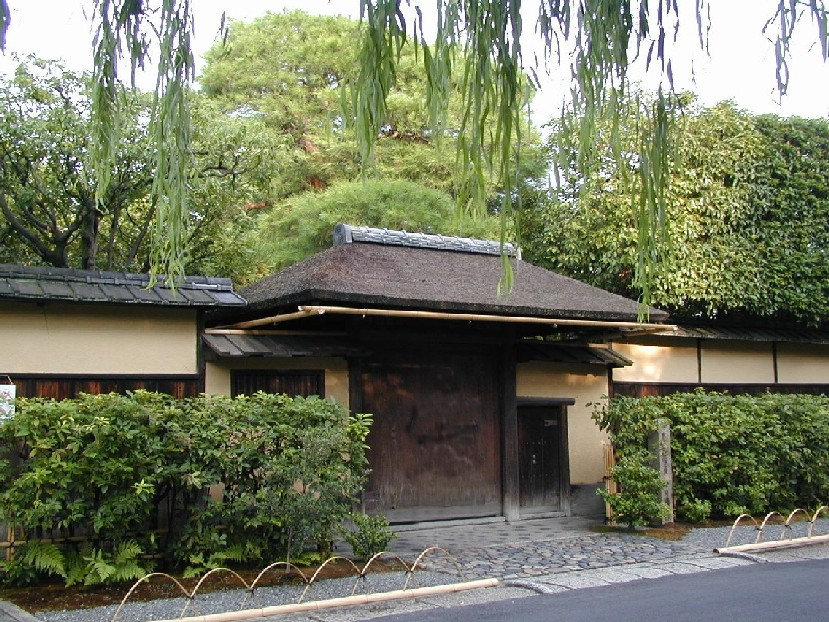
Kioto - rezydencja Ura-Senke

## Rikyū w sztuce współczesnej
W 1989 r. reżyser Hiroshi Teshigahara nakręcił filmowy dramat historyczny o mistrzu pt.: Rikyu. Ukazuje on ostatnie lata jego życia.
Na przełomie lat 2003 i 2004 w nowojorskim Metropolitan Museum of Art zaprezentowano przybory mistrza używane w trakcie ceremonii chanoyu.  
Manga Hyōge Mono (へうげもの) Yoshihiro Yamady, wydawana w latach 2005-2017, zekranizowana później jako anime w 2011, jest fikcyjną opowieścią opartą na życiorysie m.in. Sena Rikyū i współczesnych mu mistrzów ceremonii herbacianej.
Poprzez wieki ceremonia chanoyu przeszła wiele zmian, stając się głównie dzięki mistrzowi Sen no Rikyū, ikoną japońskiej kultury. Jego koncepcja widzenia świata wpłynęła na architekturę, aranżację ogrodów, ceramikę i kaligrafię. Połączyła artystyczną kreatywność z prostotą i czystością formy jej wyrażania.